# بازوندی
بازوندی، روستایی از توابع بخش مرکزی شهرستان رومشکان در استان لرستان ایران است.

## جمعیت
این روستا در دهستان بازوند قرار دارد و براساس سرشماری مرکز آمار ایران در سال ۱۳۹۵، جمعیت آن ۳۴۰۲ نفر (۱۰۲۴خانوار) بوده‌است.

براساس منابع معتبر آماری در ایران در ماه آخر سال ۱۴۰۳، جمعیت روستای بازوندی ۵۸۷۲ نفر (در ۱۸۰۹ خانوار) بوده‌است.